# Innovationspark Wuhlheide

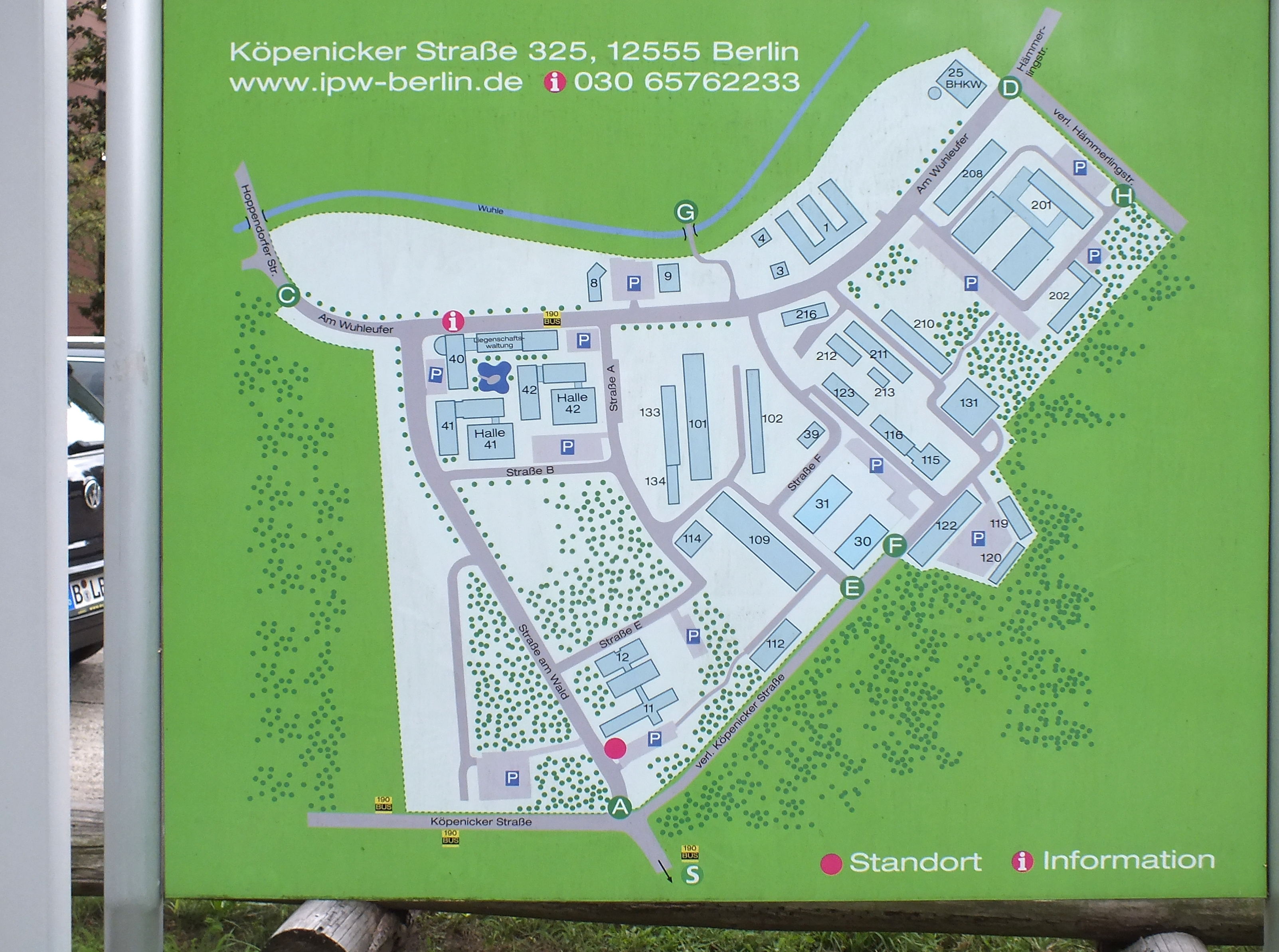
Lageplan

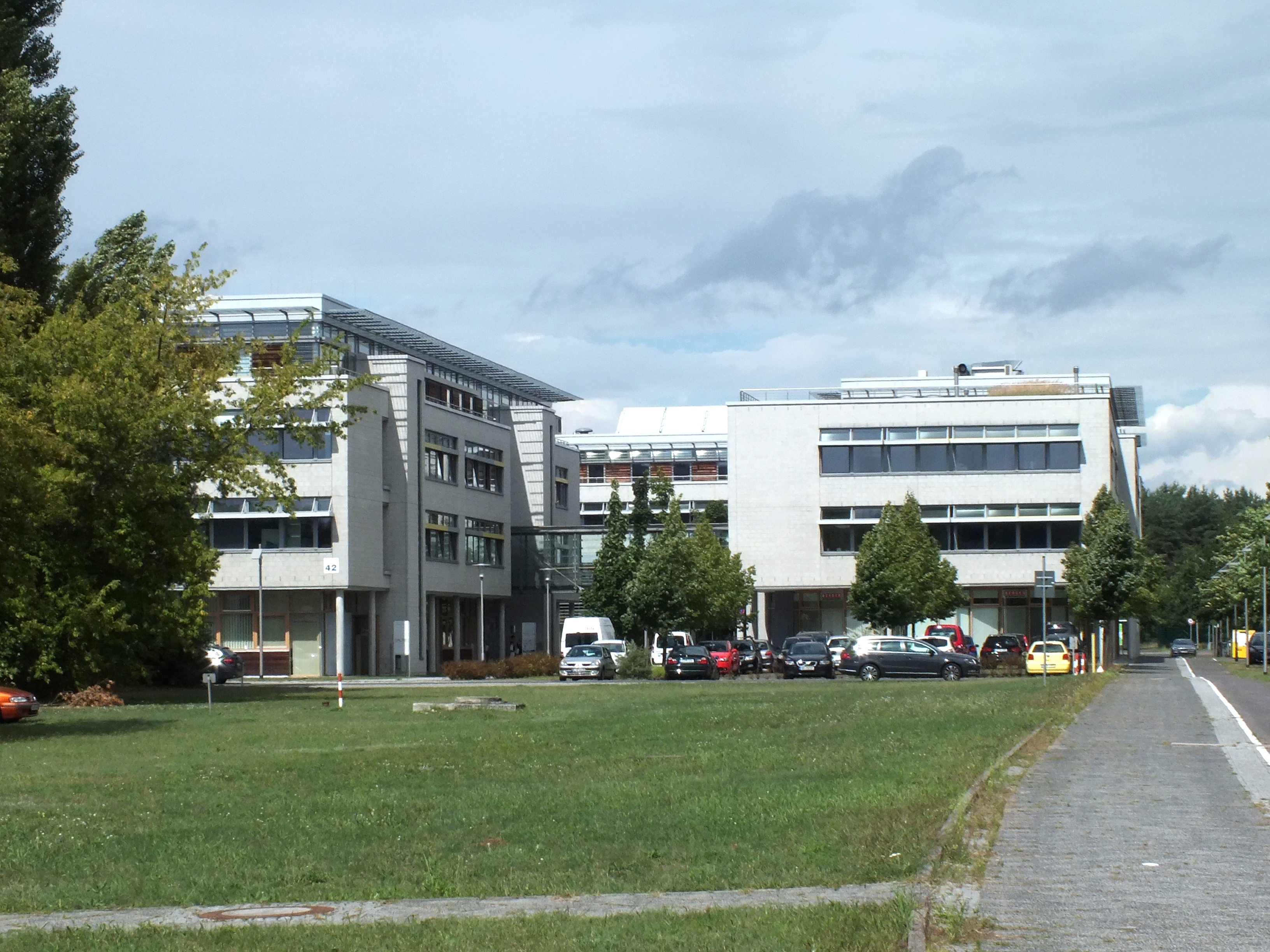
Innovationspark Wuhlheide

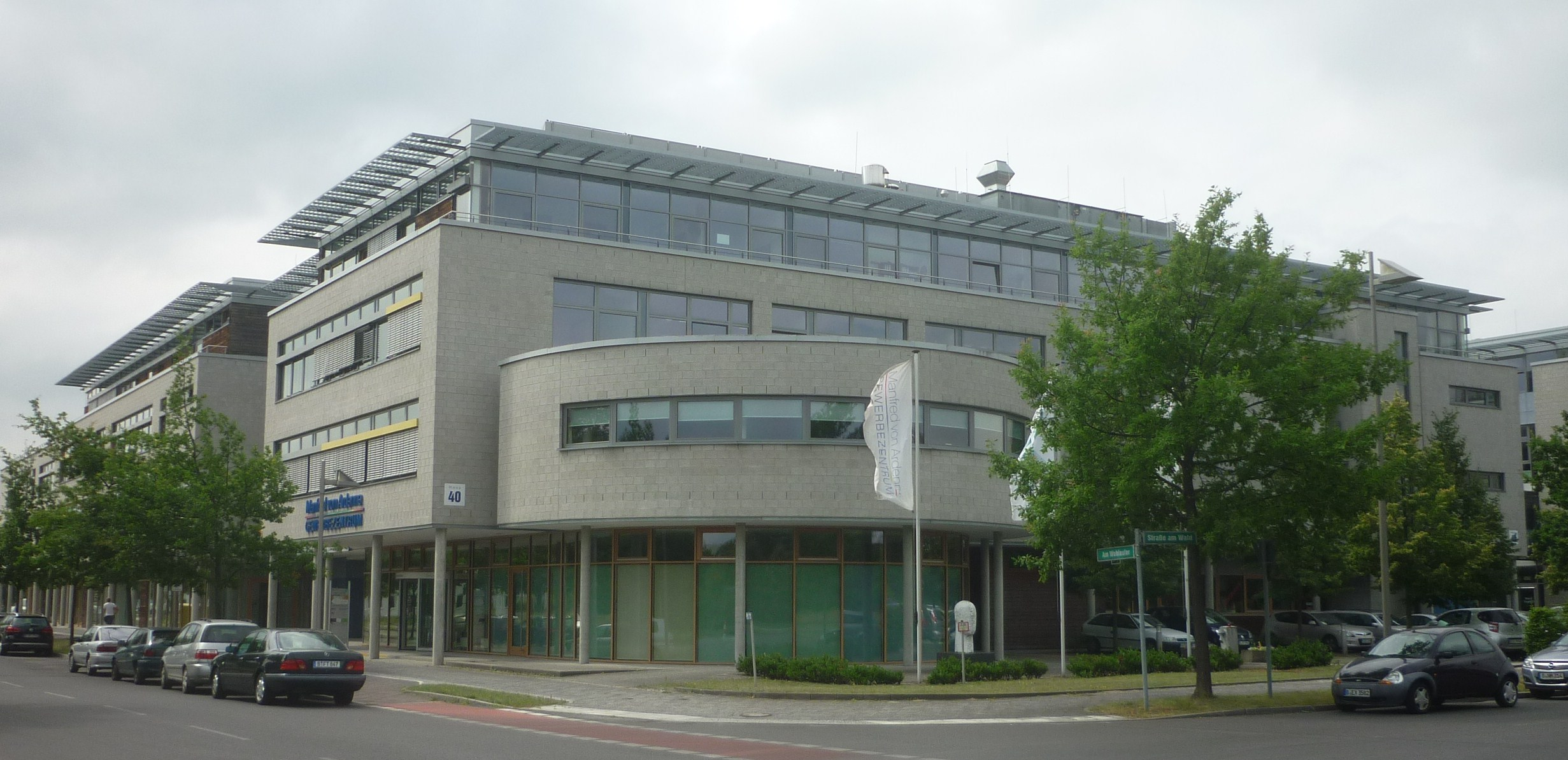
Manfred-von-Ardenne-Gewerbezentrum

Der Innovationspark Wuhlheide ist ein Gewerbestandort und Technologiezentrum im Berliner Ortsteil Köpenick. Er liegt in der Köpenicker Straße 325 in der Nähe des S-Bahnhofs Wuhlheide.
Der Innovationspark Wuhlheide wurde im Mai 1990 als erstes Technologie- und Gründerzentrum in den neuen Bundesländern gegründet. Er ermöglicht eine dauerhafte Ansiedlung kleiner innovativer Unternehmen im Südosten Berlins und fördert die Vernetzung von Kompetenzen in der Region. Dazu gehören ein Angebot an räumlicher und technischer Infrastruktur, wie Konferenzräume, Labor- und Lagerflächen und Anlagen für Telekommunikation und Datenverkehr. Etwa 200 Unternehmen mit insgesamt 1600 Mitarbeitern aus verschiedensten technologischen Bereichen arbeiten auf dem 32 Hektar großen Campusgelände.

## Geschichte des Geländes
Auf einem bisherigen Waldgelände entstand 1969 die Akademie der marxistisch-leninistischen Organisationswissenschaft der DDR (AMLO). Sie wurde am 30. September 1969 in Anwesenheit von Walter Ulbricht eröffnet und diente der „Ausbildung leitender Kader in Fragen der marxistisch-leninistischen Organisationswissenschaft auf den Gebieten der Kybernetik, Datenverarbeitung und Operationsforschung“. Zunächst entstand als Randbebauung an der Köpenicker Straße das Organisations- und Rechenzentrum mit fünf Ausstellungshallen (nach 1990 abgerissen). Das Gebäude wurde von Richard Paulick entworfen, Willi Neubert gestaltete die Fassade. Unter Paulick und 130 Mitarbeitern und Architekten sowie der DEWAG wurden fünf Hallen auf einem 32 Hektar großen Areal errichtet. In 42 Tagen wurden vier Ausstellungshallen mit einer Gesamtfläche von 15 696 m² gebaut. Jede Halle maß 48 Meter in der Länge und 54 Meter in der Breite und hatte eine etwa 2.600 m² große Grundfläche. Das Organisations- und Rechenzentrum als Mittelpunkt der Anlage addierte mit seiner Grundrissfläche von 3.024 m² die Gesamtfläche auf 18.720 m². Zur Anlage gehörte ein Kinoraum mit 252 Plätzen und ein Hörsaal mit 291 Plätzen.
Die Akademie wurde 1973 nach der Ablösung Ulbrichts von seinen Funktionen aufgelöst. In das Gebäude zog das Zentralinstitut für Information und Dokumentation. Im Haus 11 auf dem Gelände hatte das Ministerium für Wissenschaft und Technik der DDR seit Anfang der 1980er Jahre seinen Sitz. Auch die Hauptabteilung III (Funkaufklärung und Funkabwehr) des Ministeriums für Staatssicherheit war mit ihrem Zentralobjekt Wuhlheide und 2400 hauptamtlichen Mitarbeitern hier tätig. Daneben befand sich seit Anfang der 1970er Jahre auch das Zentrale Rechenzentrum der Abteilung XIII des Ministeriums für Staatssicherheit auf dem Gelände des heutigen Innovationsparks Wuhlheide.